# Östersjöstaternas regionsamarbete
Östersjöstaternas regionsamarbete (Baltic Sea States Subregional Cooperation, BSSSC) är ett internationellt samarbete mellan regionala förvaltningar i Östersjöregionen. Organisationen ingår i nätverket Östersjösamarbetet.

## Medlemmar
- Danmark: Danmarks 5 regioner.
- Estland: Estlands 15 maakonnad.
- Finland: Finlands 6 län.
- Lettland: Lettlands 109 kommuner.[1]
- Litauen: Litauens 10 apskritys.
- Polen: Pommerns, Ermland-Masuriens och Västpommerns vojvodskap.
- Ryssland: den federala staden Sankt Petersburg samt oblasten Kaliningrad, Leningrad, Novgorod och Pskov.
- Sverige: Sveriges 21 län.
- Tyskland: förbundsländerna Hamburg, Mecklenburg-Vorpommern och Schleswig-Holstein.